# Pittoniotis protracta
Pittoniotis protracta là một loài thực vật có hoa trong họ Thiến thảo. Loài này được (Bartl. ex DC.) Griseb. miêu tả khoa học đầu tiên năm 1858.